# Luxemburgs voetbalelftal in 1999
Het Luxemburgs voetbalelftal speelde in totaal zeven interlands in het jaar 1999, waaronder twee wedstrijden in de kwalificatiereeks voor de EK-eindronde 2000 in België en Nederland. De nationale selectie stond voor het dertiende jaar op rij onder leiding van bondscoach Paul Philipp. Op de in 1993 geïntroduceerde FIFA-wereldranglijst steeg Luxemburg in 1999 van de 127ste (januari 1999) naar de 124ste plaats (december 1999).

## Balans
| Wedstrijden | Wedstrijden | Wedstrijden | Wedstrijden | Doelpunten | Doelpunten | Doelpunten | Punten |
| Gespeeld    | Winst       | Gelijk      | Verlies     | Voor       | Tegen      | Saldo      | Punten |
| ----------- | ----------- | ----------- | ----------- | ---------- | ---------- | ---------- | ------ |
| 7           | 0           | 0           | 7           | 3          | 19         | –16        | 0.000  |

## Interlands
|                                                     |                       |       |                                                    |                                                                                      |
| 10 maart Vriendschappelijk № 421 «onderlinge duels» | Luxemburg             | 1 – 2 | IJsland                                            | Stade Josy Barthel, Luxemburg Toeschouwers: 2.754 Scheidsrechter: Eric Blareau (BEL) |
| 10 maart Vriendschappelijk № 421 «onderlinge duels» | Marcel Christophe 23' |       | 76' (pen.) Arnar Gunnlaugsson 84' Helgi Sigurdsson | Stade Josy Barthel, Luxemburg Toeschouwers: 2.754 Scheidsrechter: Eric Blareau (BEL) |

|                                                             |                                      |       |           |                                                                                 |
| 27 maart EK-kwalificatie № 422 «onderlinge duels» 15:00 uur | Zweden                               | 2 – 0 | Luxemburg | Nya Ullevi, Göteborg Toeschouwers: 37.728 Scheidsrechter: Vasyl Melnychuk (UKR) |
| 27 maart EK-kwalificatie № 422 «onderlinge duels» 15:00 uur | Johan Mjällby 35' Henrik Larsson 87' |       |           | Nya Ullevi, Göteborg Toeschouwers: 37.728 Scheidsrechter: Vasyl Melnychuk (UKR) |

|                                                             |           |                                          |           |                                                                                        |
| 31 maart EK-kwalificatie № 423 «onderlinge duels» 20:00 uur | Luxemburg | 0 – 2                                    | Bulgarije | Stade Josy Barthel, Luxemburg Toeschouwers: 3.004 Scheidsrechter: Milan Mitrovic (SLO) |
| 31 maart EK-kwalificatie № 423 «onderlinge duels» 20:00 uur |           | 18' Hristo Stoichkov 38' Ivaylo Iordanov |           | Stade Josy Barthel, Luxemburg Toeschouwers: 3.004 Scheidsrechter: Milan Mitrovic (SLO) |

|                                                           |                                 |       |                                                          |                                                                                         |
| 9 juni EK-kwalificatie № 424 «onderlinge duels» 20:00 uur | Luxemburg                       | 2 – 3 | Polen                                                    | Stade Josy Barthel, Luxemburg Toeschouwers: 2.806 Scheidsrechter: Anatoliy Ivanov (RUS) |
| 9 juni EK-kwalificatie № 424 «onderlinge duels» 20:00 uur | Marc Birsens 76' Jean Vanek 83' |       | 22' Rafał Siadaczka 45' Artur Wichniarek 70' Tomasz Iwan | Stade Josy Barthel, Luxemburg Toeschouwers: 2.806 Scheidsrechter: Anatoliy Ivanov (RUS) |

|                                                                | |       |           |                                                                                   |
| 4 september EK-kwalificatie № 425 «onderlinge duels» 15:00 uur | Engeland | 6 – 0 | Luxemburg | Wembley Stadium, Londen Toeschouwers: 68.772 Scheidsrechter: Sergei Shmolik (BLR) |
| 4 september EK-kwalificatie № 425 «onderlinge duels» 15:00 uur | Alan Shearer 12' (pen.) Alan Shearer 28' Steve McManaman 30' Alan Shearer 34' Steve McManaman 44' Michael Owen 90' |       |           | Wembley Stadium, Londen Toeschouwers: 68.772 Scheidsrechter: Sergei Shmolik (BLR) |

|                                                                |           |                          |        |                                                                                         |
| 8 september EK-kwalificatie № 426 «onderlinge duels» 20:00 uur | Luxemburg | 0 – 1                    | Zweden | Stade Josy Barthel, Luxemburg Toeschouwers: 4.228 Scheidsrechter: Attila Hanacsek (HUN) |
| 8 september EK-kwalificatie № 426 «onderlinge duels» 20:00 uur |           | 39' Niclas Alexandersson |        | Stade Josy Barthel, Luxemburg Toeschouwers: 4.228 Scheidsrechter: Attila Hanacsek (HUN) |

|                                                               |                                                           |       |           |                                                                                           |
| 10 oktober EK-kwalificatie № 427 «onderlinge duels» 18:00 uur | Bulgarije                                                 | 3 – 0 | Luxemburg | Balgarska-Armija-Stadion, Sofia Toeschouwers: 4.000 Scheidsrechter: Ladislav Gádoši (SVK) |
| 10 oktober EK-kwalificatie № 427 «onderlinge duels» 18:00 uur | Daniel Borimirov 40' Ivailo Petkov 68' Roumen Hristov 78' |       |           | Balgarska-Armija-Stadion, Sofia Toeschouwers: 4.000 Scheidsrechter: Ladislav Gádoši (SVK) |

## FIFA-wereldranglijst
| JAN | FEB | MAR | APR | MEI | JUN | JUL | AUG | SEP | OKT | NOV | DEC |
| --- | --- | --- | --- | --- | --- | --- | --- | --- | --- | --- | --- |
| 127 | 127 | 127 | 126 | 126 | 126 | 126 | 128 | 125 | 122 | 124 | 124 |

## Statistieken
| Philippe Felgen   | 1975-10-08 | Jeunesse Esch        | 7 | 0 | 0 | 8  | 0 |
| Verdediging       |            |                      |   |   |   |    |   |
| Jean Vanek        | 1969-01-19 | Avenir Beggen        | 7 | 0 | 1 | 28 | 1 |
| Marc Birsens      | 1966-09-17 | Union Luxembourg     | 7 | 0 | 0 | 52 | 0 |
| Nico Funck        | 1972-10-17 | F91 Dudelange        | 5 | 0 | 0 | 10 | 0 |
| Jeff Strasser     | 1974-10-05 | 1. FC Kaiserslautern | 5 | 0 | 0 | 27 | 0 |
| Ralph Ferron      | 1972-05-13 | Etzella Ettelbruck   | 3 | 1 | 0 | 17 | 0 |
| Laurent Deville   | 1967-11-24 | Union Luxembourg     | 3 | 0 | 0 | 8  | 0 |
| Manou Schauls     | 1972-02-13 | Jeunesse Esch        | 3 | 0 | 0 | 3  | 0 |
| Christian Alverdi | 1973-11-05 | CS Grevenmacher      | 2 | 2 | 0 | 7  | 0 |
| Middenveld        |            |                      |   |   |   |    |   |
| Jeff Saibene      | 1968-09-13 | Swift Hesperange     | 7 | 0 | 0 | 50 | 0 |
| Dany Theis        | 1967-09-11 | Union Luxembourg     | 5 | 2 | 0 | 28 | 0 |
| Manuel Cardoni    | 1972-09-22 | Jeunesse Esch        | 5 | 0 | 0 | 34 | 2 |
| Patrick Posing    | 1971-09-09 | Etzella Ettelbruck   | 4 | 1 | 0 | 14 | 0 |
| Sacha Schneider   | 1972-06-23 | CS Grevenmacher      | 2 | 1 | 0 | 6  | 0 |
| Frank Deville     | 1970-08-12 | FC Mondercange       | 1 | 5 | 0 | 24 | 0 |
| Luc Holtz         | 1969-06-14 | Etzella Ettelbruck   | 1 | 4 | 0 | 33 | 1 |
| Eugène Afrika     | 1971-04-14 | Union Luxembourg     | 0 | 1 | 0 | 2  | 0 |
| Aanval            |            |                      |   |   |   |    |   |
| Marcel Christophe | 1974-08-19 | FC Mondercange       | 7 | 0 | 1 | 10 | 1 |
| Mikhail Zaritskiy | 1973-01-03 | Nikolaos Kritis      | 3 | 4 | 0 | 7  | 0 |
| Gordon Braun      | 1977-07-25 | Jeunesse Esch        | 0 | 1 | 0 | 3  | 0 |

FLF · A-internationals · Bondscoaches · Statistieken · Luxemburgs vrouwenelftal · Luxemburg U21 · Luxemburg U19 · Luxemburg U18 · Luxemburg U17 · Luxemburg U16
1911 – 1919 ·
1920 – 1929 ·
1930 – 1939 ·
1940 – 1949 ·
1950 – 1959 ·
1960 – 1969 ·
1970 – 1979 ·
1980 – 1989 ·
1990 – 1999 ·
2000 – 2009 ·
2010 – 2019 ·
2020 − 2029
OS 1920 · 
OS 1924 · 
OS 1928 · 
OS 1936 · 
OS 1948 · 
OS 1952
1911 · 
1912 · 
1913 · 
1914 · 
1915 · 1916 · 1917 · 1918 · 1919 · 
1920 · 
1921 · 1922 · 1923 · 
1924 · 
1925 · 1926 · 
1927 · 
1928 · 
1929 · 1930 · 1931 · 1932 · 1933 · 
1934 · 
1935 · 
1936 · 
1937 · 
1938 · 
1939 · 
1940 · 
1941 · 1942 · 1943 · 1944 · 
1945 · 
1946 · 
1947 · 
1948 · 
1949 · 
1950 · 
1952 · 
1952 · 
1953 · 
1954 · 
1955 · 
1956 · 
1957 · 
1958 · 
1959 · 
1960 · 
1961 · 
1962 · 
1963 · 
1964 · 
1965 · 
1966 · 
1967 · 
1968 · 
1969 · 
1970 · 
1971 · 
1972 · 
1973 · 
1974 · 
1975 · 
1976 · 
1977 · 
1978 · 
1979 · 
1980 · 
1981 · 
1982 · 
1983 · 
1984 · 
1985 · 
1986 · 
1987 · 
1988 · 
1989 · 
1990 · 
1991 · 
1992 · 
1993 · 
1994 · 
1995 · 
1996 · 
1997 · 
1998 · 
1999 · 
2000 · 
2001 · 
2002 · 
2003 · 
2004 · 
2005 · 
2006 · 
2007 · 
2008 · 
2009 · 
2010 · 
2011 · 
2012 · 
2013 · 
2014 · 
2015 ·
2016 ·
2017 ·
2018 ·
2019 ·
2020 ·
2021
Afghanistan ·
Albanië ·
Algerije ·
Armenië ·
Azerbeidzjan ·
België ·
Bosnië en Herzegovina ·
Brazilië ·
Bulgarije ·
Canada ·
Cyprus ·
DDR ·
Denemarken ·
(West-)Duitsland ·
Egypte ·
Engeland ·
Estland ·
Faeröer ·
Finland ·
Frankrijk ·
Gambia ·
Georgië ·
Griekenland ·
Hongarije ·
Ierland ·
IJsland ·
Israël ·
Italië ·
Japan ·
Joegoslavië ·
Kaapverdië ·
Kameroen ·
Kazachstan ·
Letland ·
Liechtenstein ·
Litouwen ·
Madagaskar ·
Malta ·
Marokko ·
Mexico ·
Moldavië ·
Montenegro ·
Myanmar ·
Nederland ·
Nigeria ·
Noord-Ierland ·
Noord-Macedonië ·
Noorwegen ·
Oekraïne ·
Oostenrijk ·
Polen ·
Portugal ·
Qatar ·
Roemenië ·
Rusland ·
San Marino ·
Saoedi-Arabië ·
Schotland ·
Senegal ·
Servië ·
Servië en Montenegro ·
Slovenië ·
Slowakije ·
Sovjet-Unie ·
Spanje ·
Thailand ·
Togo ·
Tsjechië ·
Tsjecho-Slowakije ·
Turkije ·
Uruguay ·
Verenigde Staten ·
Wales ·
Wit-Rusland ·
Zuid-Korea ·
Zweden ·
Zwitserland